# Сан-Антонио-де-лос-Риос
Сан-Антонио-де-лос-Риос (исп. San Antonio de los Ríos) — посёлок в центральной части Мексики, на территории штата Агуаскальентес. Входит в состав муниципалитета Сан-Хосе-де-Грасия.

## Географическое положение
Сан-Антонио-де-лос-Риос расположен в северо-западной части штата, на северо-западном берегу водохранилища Кальес, на расстоянии приблизительно 29 километров к северо-западу от города Агуаскальентес. Абсолютная высота — 2024 метра над уровнем моря.

## Население
Согласно данным, полученным в ходе проведения официальной переписи 2005 года, в посёлке проживало 904 человека (414 мужчин и 490 женщин). Насчитывалось 194 дома. По возрастному диапазону население распределилось следующим образом: 46,6 % — жители младше 18 лет, 44 % — между 18 и 59 годами и 9,4 % — в возрасте 60 лет и старше. Уровень грамотности среди жителей старше 15 лет составлял 95,2 %.
По данным переписи 2010 года, численность населения Сан-Антонио-де-лос-Риоса составляла 1043 человека. Динамика численности населения посёлка по годам:
| 2000 | 2005 | 2010 |
| ---- | ---- | ---- |
| 840  | 904  | 1043 |